# Liebnitz

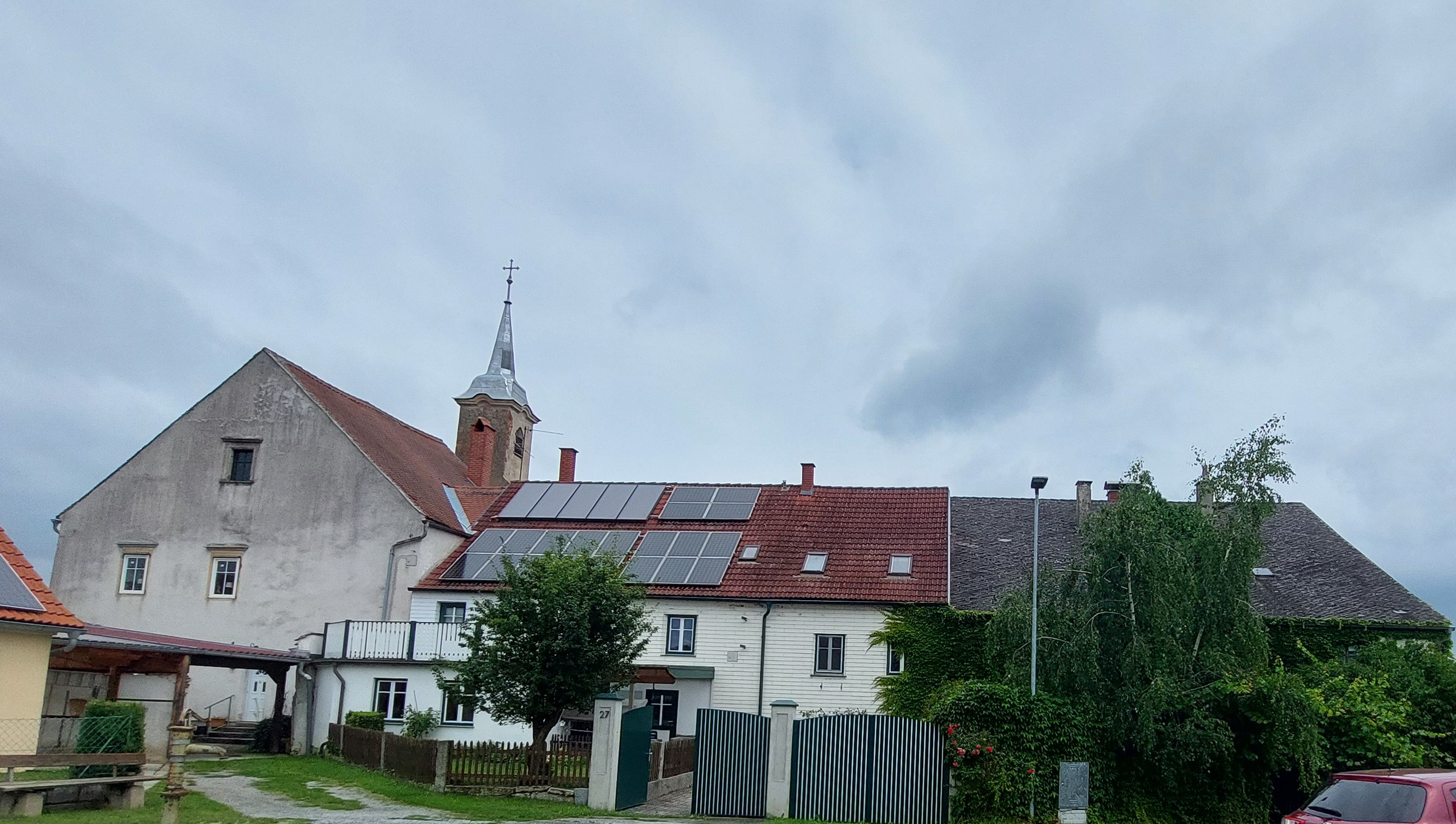
Liebnitz – Kapelle mit ehem. herrschaftlichem Gebäude

Liebnitz ist eine Ortschaft und eine Katastralgemeinde der Stadtgemeinde Raabs an der Thaya im Bezirk Waidhofen an der Thaya im niederösterreichischen Waldviertel mit 42 Einwohnern (Stand 1. Jänner 2025).

## Geografie
Das rechts der Thaya befindliche Dorf ist über die Landesstraßen L8059 und L8060 erreichbar. Zur Ortschaft zählt auch die an der Thaya gelegene Liebnitzmühle, heute ein Seminarhotel. Am 1. April 2020 umfasste die Ortschaft 40 Adressen.

## Geschichte

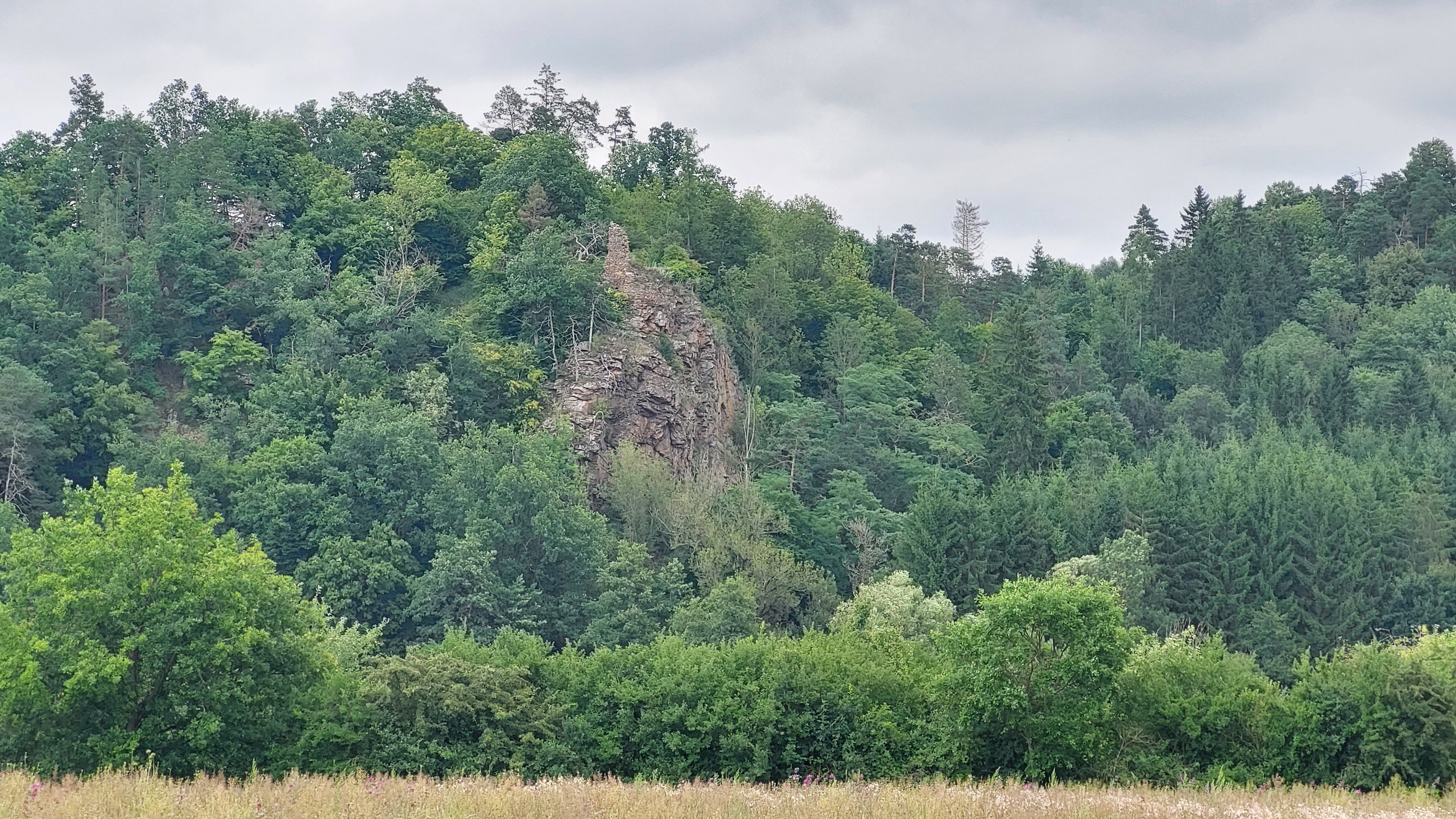
Ruine Buchenstein

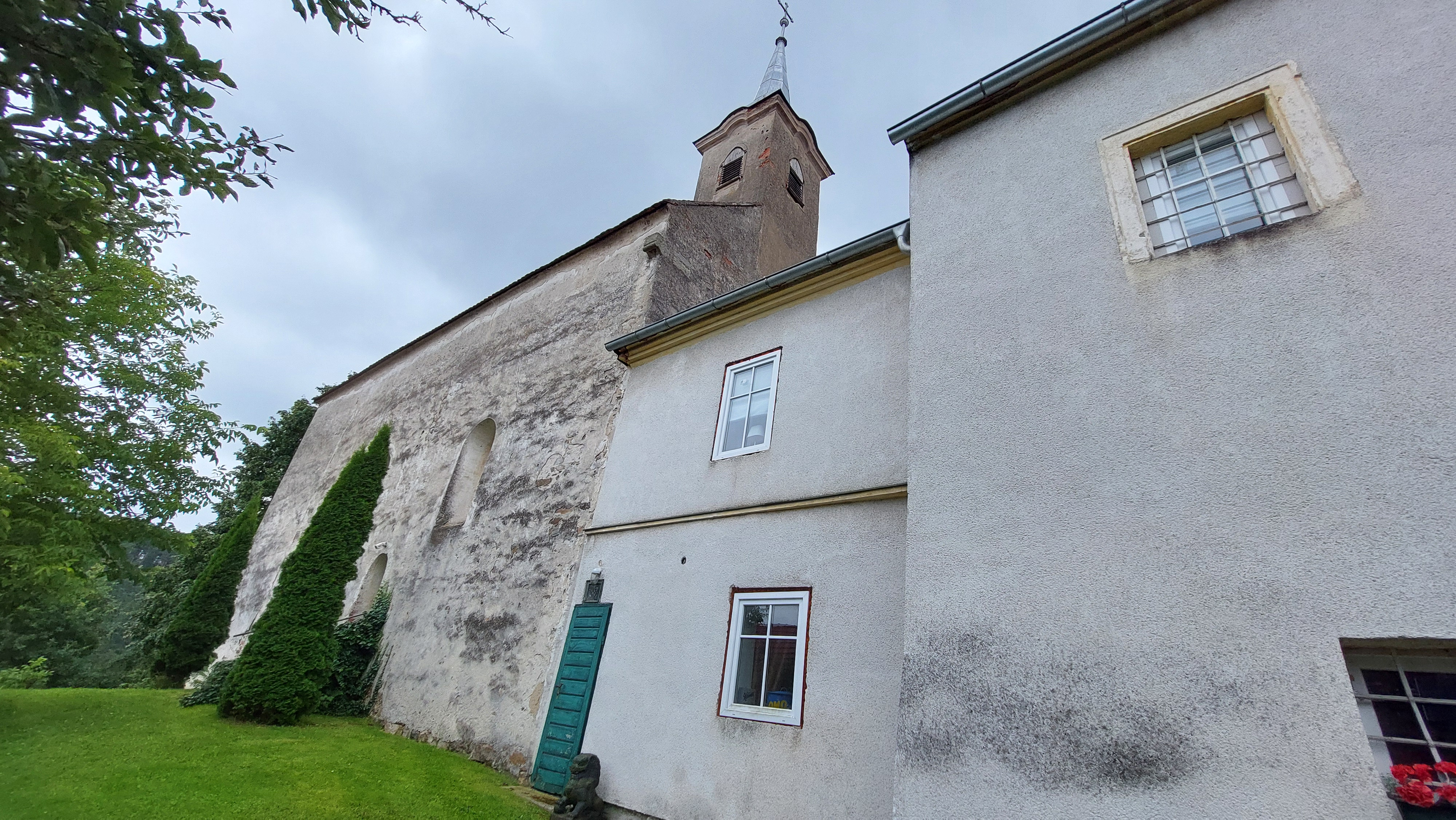
Kapelle Liebnitz

Im Jahr 1175 wurde ein Gotfried de Libenze genannt, was den Ort zugleich als Adelssitz auswies. Die gegenüber der Thaya errichtete Burg Buchenstein stammt aus der ersten Hälfte des 13. Jahrhunderts, wurde aber bald aufgegeben und wieder der alte Ansitz in Liebnitz bezogen. Dieser befand sich im Bereich der heutigen Kapelle (Hl. Laurenz), die als Schlosskapelle erbaut wurde.
Im Jahr 1822 wurde der Ort als Dorf mit 38 Häusern genannt, das nach Speisendorf eingepfarrt war, wohin auch die Kinder eingeschult wurden. Die Herrschaft Drösidl besaß die Ortsobrigkeit und besorgte die Konskription. Die Landgerichtsbarkeit wurde von der Herrschaft Raabs ausgeübt und die Untertanen und Grundholde gehörten den Herrschaften Drösidl, Weinern und Raabs.
1919 erfolgte die Lostrennung der Gemeinde Pommersdorf von der Gemeinde Speisendorf. Der Niederösterreichische Landtag beschloss, die Ortsgemeinde Speisendorf in zwei selbständige Ortsgemeinden zu teilen, von denen die eine die bisherige Katastralgemeinden Liebnitz und Speisendorf, die andere die bisherige Katastralgemeinde Pommersdorf zu umfassen hat.
Nach 1900 wurde der Ort von Sommerfrischlern entdeckt, die die aufgestaute Thaya zum Baden nutzten. In den 1920ern etablierte sich beim Ort eine kleine Künstlerkolonie; Maler aus der Familie um Konstantin Stoitzner, Luze und Rothe verbrachten hier ihre Sommer, aber auch der spätere Unterrichtsminister Otto Glöckel.
Laut Adressbuch von Österreich waren im Jahr 1938 in Liebnitz zwei Gastwirte, ein Gemischtwarenhändler, ein Schneider, ein Schuster und mehrere Landwirte ansässig.

## Siedlungsentwicklung
Zum Jahreswechsel 1979/1980 befanden sich in der Katastralgemeinde Liebnitz insgesamt 49 Bauflächen mit 25.615 m² und 54 Gärten auf 28.349 m², 1989/1990 gab es 51 Bauflächen. 1999/2000 war die Zahl der Bauflächen auf 82 angewachsen und 2009/2010 bestanden 53 Gebäude auf 112 Bauflächen.

## Bodennutzung
Die Katastralgemeinde ist landwirtschaftlich geprägt. 213 Hektar wurden zum Jahreswechsel 1979/1980 landwirtschaftlich genutzt und 44 Hektar waren forstwirtschaftlich geführte Waldflächen. 1999/2000 wurde auf 214 Hektar Landwirtschaft betrieben und 46 Hektar waren als forstwirtschaftlich genutzte Flächen ausgewiesen. Ende 2018 waren 209 Hektar als landwirtschaftliche Flächen genutzt und Forstwirtschaft wurde auf 46 Hektar betrieben. Die durchschnittliche Bodenklimazahl von Liebnitz beträgt 29,6 (Stand 2010).

## Sehenswertes
- Ruine Buchenstein, in der ersten Hälfte des 13. Jahrhunderts errichtet[3]
- Kapelle Liebnitz, hl. Laurenz, ehem. Filialkirche, im SO des Ortes, an der Kante des steilen Thayatalabhanges aufragend. Hoher schlichter, rom. Rechteckbau, der heutige Kern 16./17. Jh.[8]